# Anna Anderson
Anna Anderson, Anastasia Manahan, troligen identisk med Franziska Schanzkowska, född 16 december 1896 i Borowihlas, dåvarande Västpreussen, Tyska kejsarriket, död 4 februari 1984, var känd för att hon påstod sig vara tsar Nikolaj II:s dotter, den ryska storfurstinnan Anastasia.

## Biografi
En tid efter att tsarfamiljen avrättats av bolsjevikerna utanför Jekaterinburg i juli 1918 uppstod rykten att något av barnen överlevt. Anna Andersson dök upp i Berlin 1920 första gången, efter att ha gjort ett försök att begå självmord genom att hoppa i Landwehrkanalen. Eftersom hon ihärdigt vägrade att säga vem hon var eller lämna några upplysningar om sin person hamnade hon på ett sinnessjukhus. Hon kallades där för fröken Okänd, Fräulein Unbekannt.
Efter ungefär två år trodde en medpatient att i henne ha känt igen storfurstinnan Tatiana, en av tsarens döttrar. Hon informerade ryska emigrantkretsar i Berlin om detta som omgående skickade dit folk, bland andra den tidigare kammarjungfrun vid ryska hovet, Buxhoevden. Hon förnekade bestämt att kvinnan var Tatiana bland annat för att hon var för kort. Fröken Okänd sade efter besöket att hon aldrig påstått sig vara Tatiana. Hon var i själva verket hennes yngre syster Anastasia. Fröken Okänd skrevs snart därefter ut från anstalten och blev inbjuden att bo hos en rad rika ryska emigranter som trodde att hon var tsarens yngsta dotter.
År 1925 besökte storfurstinnan Olga Alexandrovna, Anastasias faster, den okända kvinnan på ett sjukhus i Berlin där hon då åter var intagen. Hon kom tillsammans med Pierre Gilliard som varit tsarbarnens lärare och hans fru som också tjänstgjort vid hovet. De hade svårt att bestämma sig för om kvinnan var Anastasia eller inte. En omständighet var att fröken Okänd vägrade att tala ryska, men man kunde konstatera att hon förstod detta språk när hon hörde det. Efter någon tid publicerade storfurstinnan Olga i en dansk tidning ett uttalande där hon bestämt tog avstånd från tanken på att kvinnan var hennes brorsbarn Anastasia. Detsamma gjorde Gilliard. Hans fru kunde dock vid besöket konstatera att kvinnan hade samma slags fötter som Anastasia, med en missbildning kallad hallux valgus.
År 1928 blev fröken Okänd inbjuden till prinsessan Xenia Leeds, en syssling till den riktiga Anastasia i Amerika. Hon hade inte träffat Anastasia sedan hon var en liten flicka, men hon trodde att den okända personen verkligen var Anastasia på grund av hennes uppförande och ingående kännedom om tsarfamiljen och det ryska hovet. Fröken Okänd började nu att kalla sig för Anna Anderson, ett namn som hon behöll resten av livet.
År 1931 återvände Anna Anderson till Tyskland. Nu började ett kringirrande liv som gäst hos olika familjer i den tyska aristokratin, från slott till slott där hon stannade i längre eller kortare perioder. En beskyddare fick hon i prins Friedrich av Sachsen-Altenburg som trodde på hennes historia. År 1938 inledde hon en process i tyska domstolar för att bli erkänd som storfurstinnan Anastasia.
Denna process pågick med avbrott för andra världskriget fram till 1970. Många vittnade till hennes förmån och en rad indicier och omständigheter lades fram för att bevisa hennes identitet som Anastasia. Något avgörande bevis framkom aldrig och domstolen kunde bara konstatera 1970 att det inte gick att bevisa eller motbevisa att hon var identisk med Anastasia. Själv deltog hon inte aktivt i dessa processer utan lät sina advokater föra hennes talan.
Från slutet av 1940-talet fram till 1968 bodde Anna Anderson i ett litet hus i byn Unterlengenhardt i Schwarzwald i Tyskland. Då flyttade hon åter till USA och gifte sig med amerikanen John Manahan som var en bekant till en annan beskyddare, Gleb Botkin. De bosatte sig i hans hemstad Charlottesville, Virginia där hon bodde till sin död 1984.

### Franziska Schanzkowska

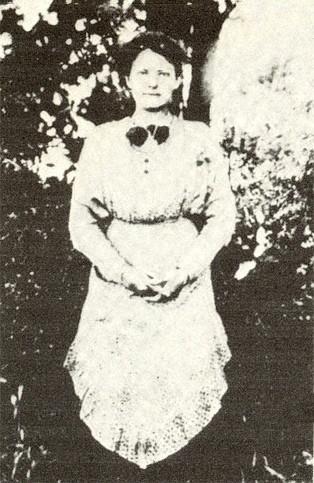
Franziska Schanzkowska, ca 1913

Anna Anderssons troliga riktiga identitet var Franziska Anna Schanzkowska, född 16 december 1896 i Pommern, som kom till Berlin omkring 1914–1915. Hon arbetade först där som servitris och träffade en ung man, Erwin Tessler, som hon förlovade sig med. Denne dog i kriget 1916. Kort därefter råkade Franziska ut för en olycka på AEG:s ammunitionsfabrik där hon arbetade. En granat exploderade framför henne och en förman dödades. Hon blev inte skadad men chockades svårt. Hon hamnade på olika psykiatriska institutioner i Berlin-Schöneberg och Neuruppin där hon tidvis vistades de följande åren 1916–1920.
Hon var inneboende hos en familj, Wingender, i Berlin när hon blev utskriven. Hon försvann därifrån omkring den 15 februari 1920. Det sista man hörde av henne var ett födelsedagskort hon skickade till sin bror Felix i februari 1920. Den 17 februari 1920 hoppade en kvinna i Landwehrkanal i Berlin. Hon räddades av en polisman och fördes till ett sjukhus. Hon vägrade säga vem hon var eller ge några upplysningar om sin person, och blev sedan enligt ovan kallad fröken Okänd, senare känd under namnet Anna Anderson. År 1927 ägde en konfrontation rum mellan fröken Okänd och Felix Schanzkowski, en bror till Franziska. Han påstod först att hon var hans syster, men då han ombads skriva på en deklaration att han känt igen sin syster Franziska ändrade han sig och förklarade att han misstagit sig.
År 1938 ägde en liknande konfrontation rum mellan alla Franziskas syskon och Fröken Okänd. Resultatet blev blandat. En syster påstod sig känna igen Franziska men de övriga inte. Fröken Okänd som senare kallade sig Anna Anderson flyttade 1968 till USA. Efter en operation 1979 sparades en bit av en tarm som avlägsnats. Denna användes när man ville ta ett DNA-prov 1994. Resultatet av provet överensstämde med ett DNA-prov från en av Franziskas släktingar. Det antas därför allmänt att Anna Anderson och Franziska Schanzkowska var en och samma person.

## Biografier och verk inspirerade av historien
Det finns flera filmer och teaterpjäser inspirerade av Anna Andersons liv. Den mest kända filmen, Anastasia gjordes 1956 med Ingrid Bergman i huvudrollen. Viveca Lindfors har spelat Anastasia på Broadway. Flera böcker om fallet Anastasia har skrivits, mest på engelska. Den mest kända är Anastasia, The Life of Anna Anderson av Peter Kurth (1984), som filmades för TV, som Anastasia (från 1986) med Amy Irving. Översatt till svenska finns den tyska romanen Anastasia av Hans Nogly. Den är baserad på Anna Andersons liv fram till 1950-talet.